# الیاس‌آباد (کوه‌چنار)
الیاس‌آباد، روستایی در دهستان سمغان بخش مرکزی شهرستان کوه‌چنار در استان فارس ایران است.

## جمعیت
بر پایه سرشماری عمومی نفوس و مسکن در سال ۱۳۹۵، جمعیت این روستا برابر با ۴۳۰ نفر (۱۱۹ خانوار) بوده است.